# Sweet Savage
Sweet Savage — британская группа хеви-метал, образованная в 1979 году в Белфасте, Северная Ирландия. Одним из первых участников группы был будущий гитарист Dio и Def Leppard Вивиан Кэмпбелл. С момента своего основания Sweet Savage выпустили три студийных альбома, три сингла и одну демо-запись. Последний альбом группы, Regeneration, вышел в 2011 году.
Sweet Savage считаются одними из пионеров новой волны британского хеви-метал вместе с такими группами, как Iron Maiden, Saxon, Diamond Head и Def Leppard, благодаря нескольким песням, наиболее известной из которых является «Killing Time», исполненная и записанная вживую на BBC Radio One The Friday Rock Show Однако группа выпустила только два сингла в своем первом составе, не сумев записать ни одного альбома и таким образом не добилась успеха, что привело к ее распаду к 1983 году. Группа воссоединилась в 1984 году с другим составом, но не просуществовала долго. Группа воссоединилась во второй раз в 1990-х годах, после того как Metallica сделала кавер-версию их песни «Killing Time» в качестве B-сайд для своего сингла «The Unforgiven», записав два альбома, прежде чем распасться в третий раз. С тех пор они снова воссоединились и выпустили свой третий и последний альбом (на данный момент) в 2011 году.

## Ранние годы (1979—1983)
Sweet Savage начали с состава Трев Флеминг и Вивиан Кэмпбелл на гитарах, Дэвид Бейтс на ударных и Рэй Халлер на басу и вокале. Группа получила возможность выступать в поддержку Thin Lizzy на их турне Renegade и поддерживала таких исполнителей, как Ozzy Osbourne, Wishbone Ash и Motörhead. В 1981 году группа подписала контракт с Park Records и выпустила свой первый сингл «Take No Prisoners», который был ограничен тиражом в 1000 копий — этот сингл включал песню «Killing Time». В это же время группа выпустила самостоятельно демо-запись, известную как Demo 81, которая содержала сессию BBC из четырех песен. В начале 1983 года гитарист Кэмпбелл принял предложение присоединиться к Dio и впоследствии покинул группу.

## Воссоединение (1984—1985)
После годового перерыва Sweet Savage решили воссоединиться, но без Кэмпбелла и Флеминга. Иэн «Спидо» Уилсон присоединился к Sweet Savage на гитаре, и группа записала сингл с вокалистом Робертом Кассерли, «Straight Through the Heart», который был выпущен на Crashed Records. В 1985 году группа записала свой третий сингл «The Raid». После этого Sweet Savage распались во второй раз.

## Альбомы (1996—1998)
Гораздо позже, в конце 1990-х годов, после того как Metallica сделала кавер-версию «Killing Time» в 1991 году в качестве B-сайд для «The Unforgiven», возникло обновленный интерес к Sweet Savage. Поддержанные этим интересом, группа воссоединилась и подписала контракт с Neat Records в 1996 году, выпустив свой первый студийный альбом под названием Killing Time. Оригинальный текст песни, которую Metallica сделала кавер-версией, (оригинальная версия Sweet Savage и кавер-версия Metallica могут быть легко найдены на YouTube) имел расовые оттенки, которые с тех пор были удалены из всех текстов песен.